# Sivosmeđi zovoj
Sivosmeđi zovoj (lat. Procellaria cinerea) je vrsta morske ptice iz roda Procellaria. Živi u otvorenim morima južne hemisfere. Duga je 48 cm, a teška je 1000 grama. Sivosmeđe je boje. Trbuh je bijele boje, a podrepni dio je pepeljastosive boje. Kljun je žutozelen, a noge ružičastosive. Ova ptica hrani se uglavnom ribom. Neprijatelji su joj domaća mačka, smeđi štakor (Rattus norvegicus) i crni štakor (Rattus rattus). Ove ptice se razmnožavaju u kolonijama i polažu samo jedno jaje. Okvirna populacija ovih ptica je 400 000 jedinki.

## Vanjske poveznice
|  | Zajednički poslužitelj ima stranicu o temi Procellaria cinerea    |
|  | Zajednički poslužitelj ima još gradiva o temi Procellaria cinerea |
|  | Wikivrste imaju podatke o taksonu Procellaria cinerea             |